# 王明孝
王明孝（1964年—），甘肃古浪人，汉族，中华人民共和国政治人物，中国人民解放军少将，中国共产党党员，第十二届全国人民代表大会解放军代表。

## 生平
毕业于解放军信息工程大学作战指挥学专业。2013年，担任全国人大代表。2018年2月24日，当选为第十三届全国人大代表。